# William d'Aubigny, IV conte di Arundel
William d'Aubigny, IV conte di Arundel (circa 1203 – prima del 7 agosto 1224), chiamato anche William de Albini V, era figlio primogenito di William d'Aubigny, III conte di Arundel e Mabel di Chester.
William divenne conte di Arundel e del Sussex il 30 marzo 1221, quando giunse in Inghilterra la notizia della morte del padre William di ritorno dalla quinta crociata.
Morì nel 1224 e fu sepolto nell'abbazia di Wymondham.
Non esistono prove che si sia sposato o abbia avuto figli. Alla sua morte, il titolo passò al fratello Hugh.